# Combined diesel or gas

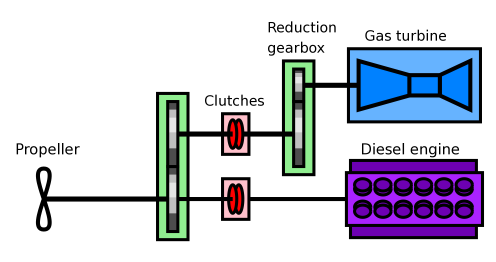
Principskiss över ett CODOG-framdrivningssystem.

Combined diesel or gas (CODOG) är en typ av framdrivningssystem för fartyg som behöver en toppfart som är betydligt högre än marschfarten, typiskt moderna örlogsfartyg som fregatter och korvetter.
För varje propelleraxel finns det en dieselmotor för marschfart och en växlad gasturbin för höga hastigheter. Båda är kopplade till axeln med varsin koppling, endast ett system driver fartyget åt gången till skillnad från CODAG-system, med vilka man kan använda den kombinerade effekten från båda drivsystemen. Fördelen med CODOG är enklare växelarrangemang jämfört med CODAG men det behöver en gasturbininstallation med högre effekt för att uppnå samma toppfart. En nackdel är att bränsleförbrukningen är högre för CODOG-system, vid högre farter jämfört med CODAG-system.

## Exempel på CODOG-fartyg
- Brandenburg fregatter Deutsche Marine
- Peder Skram fregatter Søværnet
- Visby-klass korvetter Svenska flottan